# الژبیتا کارکوشکا
الژبیتا کارکوشکا (لهستانی: Elżbieta Karkoszka؛ زادهٔ ۱۷ مارس ۱۹۴۳) بازیگر اهل لهستان است.
از فیلم‌ها یا مجموعه‌های تلویزیونی که وی در آن‌ها نقش داشته است، می‌توان به مرگ همچون یک تکه نان، تمام آنچه بدان عشق می‌ورزم، هنرمندان، با گذشتِ روزها، از پسِ سال‌ها…، خانواده واپسین، قانون حقیقی، یولیا، در خوشی و سختی، دوشیزه بی‌اهمیت، زندگی برای زندگی: ماکسیمیلیان کلبه، بر گوی نقره‌ای، صلح، روزها و شب‌ها و ترازنامه سه‌ماهه اشاره نمود.